# Исаков, Владимир Борисович
Влади́мир Бори́сович Иса́ков (род. 17 марта 1950, Нижний Тагил, Свердловская область, РСФСР, СССР) — советский и российский учёный-правовед, юрист, ординарный профессор и бывший заведующий кафедрой теории и истории права факультета права Национального исследовательского университета — Высшая школа экономики, бывший Председатель Совета Республики Верховного Совета РСФСР (1990—1991), депутат Государственной Думы первого созыва (1993—1995), бывший вице-президент Торгово-промышленной палаты России по правовым вопросам. Член Союза писателей РФ. Заслуженный юрист Российской Федерации (2009). 

## Биография
Родился 17 марта 1950 года в городе Нижнем Тагиле Свердловской области.
Окончил Свердловский юридический институт (ныне — Уральский государственный юридический университет), учился на курсе Сергея Алексеева.
В 1967—1990 годах — студент, аспирант, преподаватель, доцент, профессор кафедры теории государства и права Свердловского юридического института. Автор более 700 работ по проблемам государства, права, законодательства, юридического образования, в том числе нескольких учебников и учебных пособий. Лауреат Всесоюзного конкурса молодых учёных (1978).
В 1975 году защитил кандидатскую диссертацию на тему «Фактический (юридический) состав в механизме правового регулирования».
В 1985 году защитил докторскую диссертацию «Юридические факты в советском праве». Профессор по кафедре теории государства и права (1987).

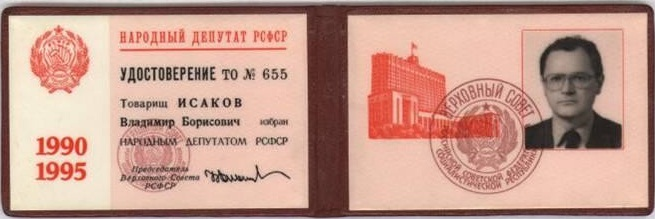
Удостоверение народного депутата РСФСР Исакова В. Б.

В 1990—1993 годах — народный депутат РСФСР, председатель Совета Республики Верховного Совета РСФСР (13 июня 1990 — 2 октября 1991), председатель Комитета ВС РФ по конституционному законодательству, член Конституционной комиссии РФ.
В феврале 1991 года вместе с пятью членами Президиума Верховного Совета РСФСР выступил с критикой деятельности Бориса Ельцина на третьем Съезде народных депутатов РСФСР. Выступление не получило поддержку большинства делегатов съезда.
Был одним из 7 депутатов, голосовавших на сессии Верховного Совета 12 декабря 1991 года против ратификации беловежского соглашения о прекращении существования СССР и о создании СНГ.
Во время событий сентября—октября 1993 года осудил действия Ельцина, был среди защитников Верховного Совета. По их завершению Исаков вошёл в «чёрный список» народных депутатов, предусматривающий лишение социальных гарантий.
В 1993—1995 годах — депутат Государственной Думы Российской Федерации первого созыва от АПР, председатель Комитета по законодательству. Активно участвовал в разработке и принятии Гражданского кодекса РФ (части 1 и 2), Семейного кодекса РФ, федерального закона «О Конституционном Суде Российской Федерации» и других важнейших законодательных актов.
В 1996—2002 годах — начальник Правового управления Аппарата Государственной Думы.
С 2002 года — директор Департамента по законодательству Торгово-промышленной палаты Российской Федерации, в 2003—2011 годах — вице-президент ТПП РФ по правовым вопросам.
Член Международной академии информации, информационных процессов и технологий (1998).
Заместитель председателя Российского комитета программы ЮНЕСКО «Информация для всех».
Член Союза писателей России с 1996 года.
С 2002 года — профессор кафедры теории права и сравнительного правоведения Факультета Права НИУ-ВШЭ, с 2005 года — заведующий этой кафедрой, с сентября 2020 года — профессор-исследователь. Член редакционной коллегии журнала «Право. Журнал Высшей школы экономики»

## Награды
- Медаль «В память 850-летия Москвы» (февраль 1997).
- Почётная грамота Президента Российской Федерации (12 декабря 2008) — за активное участие в подготовке проекта Конституции Российской Федерации и большой вклад в развитие демократических основ Российской Федерации[12].
- «Заслуженный юрист Российской Федерации» (14 июня 2009) — за заслуги в законотворческой деятельности и многолетнюю плодотворную работу[13].